# Società Sportiva Littorio Benevento
La Società Sportiva Littorio Benevento, o più semplicemente Littorio Benevento, fu una squadra di calcio di Benevento degli anni Trenta. Antesignana del Calcio Benevento, contribuisce alla tradizione sportiva cittadina con le sue due partecipazioni ai campionati di Serie C secondo le deliberazioni della FIGC.

## Storia
Il calcio a Benevento nacque il 6 settembre 1929, data di fondazione della Società Sportiva Littorio Benevento, che giocava sul campo Santa Maria degli Angeli (poi denominato Meomartini) realizzato da don Francesco Minocchia con l'ausilio di calciatori residenti nella città di Benevento e sito nel rione Libertà della città delle Streghe. I colori sociali erano l'azzurro. La Littorio prese parte al torneo di Terza Divisione Regionale. Nel suo primo decennio di vita vinse i campionati di Terza, Seconda e Prima Categoria, poi, nella stagione 1934-1935 prese parte per la prima volta al campionato nazionale di Serie C, disputando un eccellente torneo grazie alla guida tecnica dell'ungherese Armand Halmos. Dopo tre tornei di terza serie, di cui due dopo la riforma del 1935, la Littorio non riuscì a rinnovare l’iscrizione. Dopo un anno di vuoto, l’attività calcistica in città riprese con il giallorosso Gruppo Universitario Fascista Benevento, che sfruttò le recenti stagioni della Littorio per chiedere la partenza direttamente dalla Prima Divisione.